# KK Borac Banja Luka
Košarkaški klub Borac Banja Luka košarkaški klub sa sjedištem u Banjoj Luci. Trenutačno se natječe u Košarkaškom prvenstvu Bosne i Hercegovine i Drugoj ABA ligi.
Borac ima i drugu momčad pod nazivom Borac Mako Print, koji igra u Drugoj ligi Republike Srpske – Zapad, trećem rangu.
Ovaj klub nije dio Sportskog društva Borac Banja Luka, kao SKK Borac 1947.

## Povijest
Klub je 2006. godine promijenio ime u Borac Nektar nakon što je SKK Borac 1947  ispao iz Prvenstva Bosne i Hercegovine i ugasio se.
Godine 2020. Borac se plasirao u  Košarkaško prvenstvo Bosne i Hercegovine za sezonu 2020./21. Klub se vratio u prvu nacionalnu ligu po prvi put nakon sezone 2012./13. Klub je 15. rujna 2020. godine potpisao ugovor o sportsko-tehničkoj suradnji s klubom iz ABA lige Igokeom. Dana 13. listopada 2020. klub je dobio pozivnicu za sezonu druge  ABA lige 2020./21.

## Domaća arena
Borac domaće utakmice igra u Sportskoj dvorani Borik. Dvorana se nalazi u naselju Borik, a izgrađena je 1974. godine. Kapacitet iznosi oko 3060 sjedećih mjesta.

## Vanjske poveznice
- Službena stranica
- Borac Banja Luka na Eurobasket.com